# Ronde van Lombardije 2006
De 100ste editie van de Ronde van Lombardije was een wielerwedstrijd die werd verreden op 14 oktober 2006. De jubileumeditie had een lengte van 245 kilometer en voerde de renners door Italië en Zwitserland. De start lag in Mendrisio (Zwitserland), de finish in Como (Italië).

## Deelnemende ploegen
| - Acqua & Sapone (wild-card) - AG2R Prévoyance - Astana - Team Barloworld (wild-card) - Bouygues Télécom - Caisse d'Epargne - Illes Balears - Cofidis - Crédit Agricole - Team CSC - Davitamon - Lotto - Discovery Channel - Euskaltel - Euskadi - La Française des Jeux | - Gerolsteiner - Lampre - Fondital - Liquigas - Team LPR (wild-card) - Team Milram - Ceramica Panaria (wild-card) - Phonak Hearing Systems - Quick Step - Innergetic - Rabobank - Saunier Duval - Prodir - Selle Italia (wild-card) - T-Mobile Team |

## Verloop
De kopgroep van de dag werd gevormd door Georg Totschnig, Andrea Pagoto, James Perry en Diego Caccia. Hun maximale voorsprong steeg tot boven de 13 minuten. In het peloton probeerden Team Milram en Rabobank het gat met de koplopers te dichten.
Op 62 kilometer van de eindstreep was de voorsprong van het viertal nog een dikke 7 minuten. De voorsprong daalde echter snel en aan de voet van de Madonna del Ghisallo was de voorsprong nog maar vier minuten. Op dat moment loste Perry en enige tijd later kon ook Diego Caccia het tempo niet meer bijbenen.
In het peloton viel alles uit elkaar toen Paolo Bettini demarreerde. Er kwam in eerste instantie geen reactie, maar even later werd een groepje achtervolgers gevormd, met daarbij onder andere Michael Boogerd. De andere renners in het groepje waren Davide Rebellin, Danilo Di Luca, Fränk Schleck, Samuel Sánchez en Riccardo Riccò. Even later konden zij aansluiten bij Bettini.
Bettini versnelde af en toe. Ook toen Totschnig en Pagoto bijgehaald werden gooide hij het tempo weer omhoog, met als gevolgd dat het groepje weer kleiner werd. Zo hadden Ricco en Sanchez de groep moeten laten gaan.
Op 28 kilometer van de meet sloot de achtervolgende groep aan bij de kopgroep. Een kleine tien kilometer later plaatste Bettini een aanval. Moreni kreeg het gat niet gedicht en werd ingehaald door Fabian Wegmann die de achtervolging in zette op Bettini.
Op 9 kilometer sloot Wegmann aan bij Bettini. Hun voorsprong op Rebellin, Boogerd,
Sánchez Gonzalez, Moreni, Schleck en Carrara was 22 seconden. Op de allerlaatste klim moest Wegmann lossen. Op dat moment was het duo nog 6½ kilometer verwijderd van de streep. In de laatste afdaling ging Samuel Sanchez er in de achtervolgende groep vandoor. Hij sloot met nog ongeveer één kilometer te gaan aan bij Wegmann. Bettini was zeker van zijn zege en was daarbij erg emotioneel. Zijn broer Sauro was namelijk kortgeleden omgekomen bij een verkeersongeval.
Achter Bettini won Sanchez de sprint om plek 2, Wegmann werd derde en Moreni kwam enkele seconden later als vierde binnen.

## Uitslag
| Ronde van Lombardije 2006 |                   |                           |          |
| Plaats                    | Naam              | Ploeg                     | Tijd     |
| Winnaar                   | Paolo Bettini     | Quick Step-Innergetic     | 6u08'06" |
| 2                         | Samuel Sánchez    | Euskaltel-Euskadi         | + 8"     |
| 3                         | Fabian Wegmann    | Team Gerolsteiner         | z.t      |
| 4                         | Cristian Moreni   | Cofidis                   | + 14"    |
| 5                         | Davide Rebellin   | Team Gerolsteiner         | + 46"    |
| 6                         | Matteo Carrara    | Lampre-Fondital           | z.t.     |
| 7                         | Fränk Schleck     | Team CSC                  | z.t.     |
| 8                         | Michael Boogerd   | Rabobank                  | + 48"    |
| 9                         | Danilo Di Luca    | Liquigas                  | + 2' 32" |
| 10                        | Andrea Pagoto     | Ceramica Panaria-Navigare | + 3' 53" |
|                           |                   |                           |          |
| 16                        | Staf Scheirlinckx | Cofidis                   | + 4' 03" |